# Schule Am Sportplatz 12
Die ehemalige Schule Am Sportplatz 12 im niedersächsischen Nordenham-Esenshamm im Landkreis Wesermarsch stammt aus der Mitte des 20. Jahrhunderts.

Aktuell (2024) wird sie durch ein Dialysezentrum, den Turnverein Esenshamm und gewerblich genutzt.
Das Gebäude steht unter Denkmalschutz (siehe auch Liste der Baudenkmale in Nordenham).

## Geschichte
In der ersten Hälfte des 14. Jahrhunderts entstand die Kirche St. Matthäus. 1593 wurde eine erste Haupt- bzw. Kirchschule in Esenshamm gebaut. Nebenschulen gab es noch in Essenshammer Groden (1634), Enjebuhr (1636), Havendorf (1644). Schulen bestanden 1806/08 noch in Esenshamm und Essenshammer Groden.
1950 entstand dieses Volksschulgebäude und spätere Grundschule Esenshamm, die 2012 wegen zu weniger Schüler geschlossen wurde.

Am Schulhof steht das eingeschossige neunachsige verklinkerte traufständige Gebäude mit Krüppelwalmdach und der langen Schleppgaube sowie dem mittigen gerahmten Eingang und ein giebelständiges Nebengebäude mit Satteldach für WCs und Sanitärräume.
Das Landesdenkmalamt befand zur Bedeutung: „geschichtlich, städtebaulich“.